# Harold LeVander
Karl Harold Philip LeVander, född 10 oktober 1910 i Swede Home, Polk County, Nebraska, död 30 mars 1992 i Saint Paul, Minnesota, var en amerikansk politiker (republikan) av svensk härkomst. Han var guvernör i delstaten Minnesota 1967–1971.
LeVander föddes i Swede Home i närheten av Stromsburg i Nebraska. Fadern Peter Magni LeVander arbetade som präst. Stromsburg är en ort som har grundats av invandrare från Ockelbo socken och numera kallar sig "Swede Capital of Nebraska". LeVander flyttade till Minnesota med sina föräldrar, gifte sig 1938 med Iantha Powrie (1913–2009) och paret fick tre barn.
LeVander studerade vid Gustavus Adolphus College och University of Minnesota. Efter studierna var han verksam som advokat, lärare och affärsman. I trettio år arbetade han för en advokatbyrå i South St. Paul som ägdes av Harold Stassen och Elmer Ryan.
LeVander efterträdde 1967 Karl Rolvaag som guvernör och efterträddes 1971 av Wendell Anderson. 81 år gammal dog LeVander av parkinsons sjukdom.